# Spilarctia bifasciata
Spilarctia bifasciata là một loài bướm đêm thuộc phân họ Arctiinae, họ Erebidae.